# غسان شبانة
غسان شبانة، أستاذ فلسطيني في العلاقات الدولية بجامعة ماريماونت الأميريكية.

## دراسته
درس الدكتور غسان شبانة في الولايات المتحدة الأمريكية، و حصل على درجتي الماجستير و الدكتوراه في العلاقات الدولية و العلوم السياسية من جامعة مدينة نيويورك.

## مؤلفاته و حياته المهنية
للدكتور شبانة مؤلفات عدة و من أبرزها: 
- وكالة غوث اللاجئين الفلسطينيين والهوية الفلسطينية.
- وكالة غوث اللاجئين والأمم المتحدة.

و في عام 2015 انضم الدكتور شبانة إلى فريق مركز الجزيرة للدراسات ، و تركزت دراساته على الشؤون الأوروربية والأميركية إلى جانب قضايا الشرق الأوسط وشمال إفريقيا. و يجدر بالذكر بأن الدكتور شبانة كان ضيفاً دائماً على العديد من القنوات الفضائية العربية منها والأجنبية بصفته محللاً و معلقاً على الأحداث السياسية و لا سيما مجالات السياسة الأمريكية الخارجية في الشرق الأوسط، والصراع العربي-الإسرائيلي، و مواضيع عدة أخرى كالحرب في سوريا و الأزمة في مصر و غيرها.

## وفاته
توفي الدكتور شبانة في الرابع و العشرين من شهر حزيران من عام ألفين وستة عشر. هذا و قد نعت قناة الجزيرة القطرية و العديد من العاملين فيها الدكتور شبانة، و كما قد قامت بذلك أيضاً شبكة الثورة السورية على صفحتها على موقع التواصل الاجتماعي فيسبوك. و يجدر بالذكر بأن الدكتور شبانة كان قد أخذ موقفاً مؤيداً للثورة السورية الحالية خلال حياته المهنية.